# Ludorf
Ludorf – część gminy (Ortsteil) Südmüritz w Niemczech, w kraju związkowym Meklemburgia-Pomorze Przednie, w powiecie Mecklenburgische Seenplatte, w Związku Gmin Röbel-Müritz. Do 25 maja 2019 samodzielna gmina. 

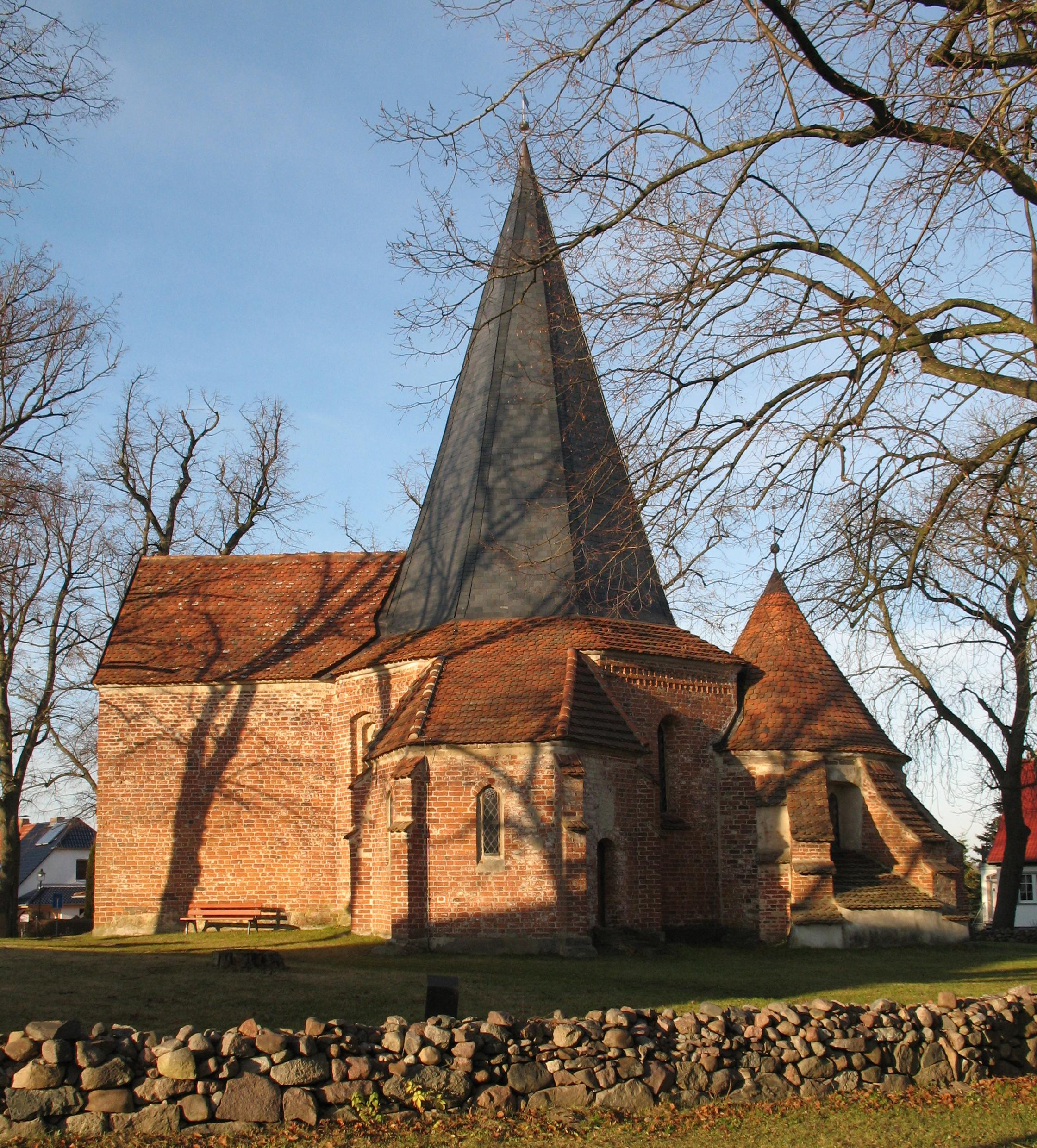
Kościół ewangelicki